# Ommata prolixa
Ommata prolixa är en skalbaggsart som beskrevs av Bates 1873. Ommata prolixa ingår i släktet Ommata och familjen långhorningar. Inga underarter finns listade i Catalogue of Life.